# Diocèse catholique de Rochester
Le diocèse de Rochester (Dioecesis Roffensis) est un siège de l'Église catholique aux États-Unis, suffragant de l'archidiocèse de New York. En 2022, il comptait 305 746	 baptisés pour 1 509 679 habitants. Il est tenu par Salvatore Matano depuis 2013.

## Territoire

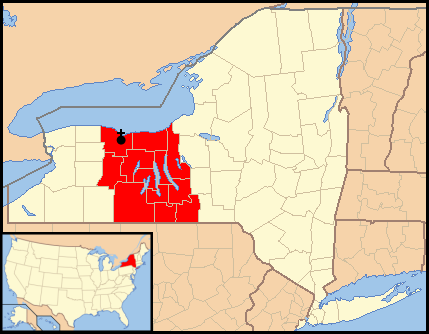
Localisation du diocèse.

Le diocèse comprend les comtés suivants dans l'État de New York : Cayuga, Chemung, Livingston, Monroe, Ontario, Schuyler, Seneca, Steuben, Tioga, Tompkins, Wayne et Yates.
Le siège épiscopal est à la cathédrale du Sacré-Cœur de Rochester (Sacred Heart Cathedral).
Le territoire s'étend sur 18 400 km² et il est subdivisé en 86 paroisses (2022).

## Histoire
Le diocèse est érigé le 3 mars 1868 par le bref apostolique Summi apostolatus de Pie IX, recevant son territoire du diocèse de Buffalo.
En 1896, il incorpore quatre comtés (Chemung, Schuyler, Steuben et Tioga) qui étaient auparavant dans le diocèse de Buffalo.

## Statistiques
- En 1950, le diocèse comprenait 320 000 catholiques pour 975 000 habitants (32,8%), servis par 422 prêtres (352 diocésains et 70 réguliers), 70 religieux et 1 309 religieuses dans 169 paroisses.
- En 1980, le diocèse comprenait 369 840 catholiques pour 1 467 300 habitants (25,2%), servis par 502 prêtres (404 diocésains et 98 réguliers), 153 religieux et 1 045 religieuses dans 161 paroisses.
- En 2000, le diocèse comprenait 294 827 catholiques pour 1 565 733 habitants (18,8%), servis par 315 prêtres (251 diocésains et 64 réguliers), 105 diacres permanents, 102 religieux et 687 religieuses dans 180 paroisses.
- En 2014, le diocèse comprenait 365 000 catholiques pour 1 604 000 habitants (22,8%), servis par 207 prêtres (165 diocésains et 42 réguliers), 131 diacres permanents, 84 religieux et 423 religieuses dans 97 paroisses[2].

### Articles liés
- Église de l'Immaculée-Conception de Rochester
- Église Sainte-Marie de Rochester